# Distretto di San Jerónimo (Cusco)
Il distretto di San Jerónimo è uno degli otto distretti della provincia di Cusco, in Perù. Si trova nella regione di Cusco.